# Rachel Presser
Rachel Presser (* 14. Januar 2000 in New South Wales, Australien) ist eine australische Synchronschwimmerin, die an den Olympischen Sommerspielen 2020 in Tokio teilnahm.

## Karriere

### Olympische Spiele
Rachel Presser gehörte bei den Olympischen Sommerspielen 2020 in Tokio zum australischen Aufgebot im Mannschaftswettkampf. Den olympischen Mannschaftswettkampf absolvierte sie zusammen mit ihren Mannschaftskameradinnen Carolyn Rayna Buckle, Hannah Burkhill, Kiera Gazzard, Alessandra Ho, Kirsten Kinash, Emily Rogers und Amie Thompson am 6. und 7. August 2020 im Tokyo Aquatics Centre und belegte den 9. Platz von zehn teilnehmenden Mannschaften mit einer Gesamtwertung von 153,0018 Punkten.